# Onsan-eup
Onsan-eup (koreanska: 온산읍) är en köping i landskommunen Ulju-gun som i sin tur är en del av stadskommunen Ulsan i den sydöstra delen av Sydkorea, 300 km sydost om huvudstaden Seoul. Onsan-eup ligger cirka 12 kilometer söder om Ulsans centrum.